# Agata Trzebuchowska
Agata Trzebuchowska (ur. 12 kwietnia 1992) – polska reżyserka i scenarzystka, zadebiutowała jako aktorka niezawodowa, odtwórczyni roli Idy Lebenstein w nagrodzonym Oscarem filmie Ida (2013). Dziennikarka Przekroju.

## Życiorys
Ukończyła LXIV Liceum Ogólnokształcące im. Stanisława Ignacego Witkiewicza "Witkacego" w Warszawie. Była studentką Kolegium Międzyobszarowych Indywidualnych Studiów Humanistycznych i Społecznych (MISH) na Uniwersytecie Warszawskim.
Ida
Reżyser filmu Ida Paweł Pawlikowski miał kłopot z obsadzeniem roli głównej bohaterki. Wybór Agaty Trzebuchowskiej jest dziełem przypadku, to Małgorzata Szumowska zobaczyła Agatę Trzebuchowską, gdy ta czytała książkę w kawiarni i zainicjowała jej kontakt z reżyserem. Studentka nie myślała o karierze aktorskiej, ale po rozmowie z Pawłem Pawlikowskim wyraziła zainteresowanie otrzymaną propozycją, ponieważ wyreżyserowany przez niego film Lato miłości zrobił na niej duże wrażenie.

## Filmografia
- 2019: Pustostan (Scenariusz, Reżyseria)
- 2018: Kindler i Dziewica (Asystent reżysera)
- 2016: Skwar (Scenariusz, Reżyseria)
- 2013: Ida (rola tytułowa)

## Nagrody i nominacje
- 2014: Ida, Film Forum Zadar – nagroda za najlepszą rolę kobiecą
- 2014: Ida, Ogólnopolski Festiwal Sztuki Filmowej "Prowincjonalia" – nagroda "Jańcio Wodnik" za najlepszą rolę kobiecą
- 2014: Ida, Polskie Nagrody Filmowe – nominacja w kategorii: Odkrycie roku
- 2014: Ida, Gwarancja Kultury (nagroda TVP Kultura) – nagroda w kategorii: Film Nominacja; za "wielowymiarową i magnetyzującą kreację aktorską w filmie Ida"
- 2014: Ida, Europejska Nagroda Filmowa – nominacja w kategorii: Aktorka
- 2013: Ida, Festiwal Filmowy w Gdyni – Wschodząca Gwiazda Elle, Nagroda specjalna APART / Albert Riele
- 2013: Ida, Festiwal Aktorstwa Filmowego im. Tadeusza Szymkowa – nominacja w kategorii: Najlepsza pierwszoplanowa rola kobieca

Źródła: